# Get Ready
Get Ready —en español: Prepárese— es el séptimo álbum de estudio de la banda New Order. Fue grabado entre 2000 y 2001 y publicado el 27 de agosto de 2001 por el sello discográfico de Londres, Get Ready fue el primer álbum del grupo en ocho años, después de Republic lanzado en 1993. Este fue el último álbum de New Order con la formación clásica.

## Antecedentes
Peter Hook dijo del título del álbum "El título del álbum es Get Ready por lo que podría significar cualquier cosa o nada, pensé que era sólo agradable;. Nuevo Orden, para conseguir listo ; porque somos, nos estamos preparando para la próxima fase de nuestras vidas musicales tanto física como mentalmente, por lo que es una cosa muy simple, pero es muy pertinente."
El álbum fue dedicado a Rob Gretton, el gerente de Joy Division y New Order, que murió en 1999.

## Portada
Las características de la portada del álbum, dirigida por Peter Saville y diseñado por Howard Wakefield, que también han diseñado portadas para otros álbumes de New Order y Joy Division. El modelo de la portada es la actriz alemana Nicolette Krebitz.

## Lista de canciones
Todas las canciones escritas y compuestas por New Order (Peter Hook, Stephen Morris and Bernard Sumner). 
| N.º | Título                                 | Duración |  |
| 1.  | «Crystal»                              | 6:51     |  |
| 2.  | «60 Miles an Hour»                     | 4:34     |  |
| 3.  | «Turn My Way» (con Billy Corgan)       | 5:05     |  |
| 4.  | «Vicious Streak»                       | 5:40     |  |
| 5.  | «Primitive Notion»                     | 5:43     |  |
| 6.  | «Slow Jam»                             | 4:53     |  |
| 7.  | «Rock the Shack» (con Bobby Gillespie) | 4:12     |  |
| 8.  | «Someone Like You»                     | 5:42     |  |
| 9.  | «Close Range»                          | 4:13     |  |
| 10. | «Run Wild»                             | 3:57     |  |

## Posicionamiento en lista
| Lista (2001)                           | Posiciones |
| -------------------------------------- | ---------- |
| Australian ARIA Albums Chart           | 7          |
| Austrian Albums Chart                  | 15         |
| Canadian Albums Chart                  |            |
| Dutch Mega Album Top 100               | 61         |
| French SNEP Albums Chart               | 21         |
| German Media Control Albums Chart      | 7          |
| New Zealand RIANZ Albums Chart         | 17         |
| Swedish Sverigetopplistan Albums Chart | 11         |
| Swiss Albums Chart                     | 24         |
| UK Albums Chart                        | 6          |
| U.S. Billboard 200                     | 41         |
| U.S. Billboard Top Electronic Albums   | 2          |
| U.S. Billboard Top Internet Albums     | 13         |

## Personal
- Bernard Sumner – Voz, guitarras, melódica, sintetizadores y programación
- Peter Hook – Bajo, percusión electrónica, coros
- Stephen Morris – Batería, sintetizadores y programación
- Gillian Gilbert – Sintetizadores y programación, guitarras